# Trofeo Serra de Tramontana 2017
La 26e édition du Trofeo Serra de Tramontana a eu lieu le 27 janvier 2017. La course fait partie du calendrier UCI Europe Tour 2017 en catégorie 1.1.
L'épreuve a été remportée en solitaire par le Belge Tim Wellens (Lotto-Soudal) qui s'impose 24 secondes devant son coéquipier et compatriote Louis Vervaeke et 29 secondes devant l'Espagnol Vicente García de Mateos (Équipe nationale d'Espagne).
Louis Vervaeke s'adjuge le classement de la montagne tandis que l'Espagnol Jon Irisarri (Caja Rural-Seguros RGA) gagne celui des Metas Volantes. Deux autres Belges de l'équipe Lotto-Soudal remportent des classements annexes : Bart De Clercq pour celui des sprints spéciaux et Jürgen Roelandts pour celui du combiné. Joan Ruiz (Burgos BH) finit meilleur coureur Baléare tandis que la formation belge Lotto-Soudal gagne le classement par équipes.

## Présentation

### Équipes
Classé en catégorie 1.1 de l'UCI Europe Tour, le Trofeo Serra de Tramontana est par conséquent ouvert aux WorldTeams dans la limite de 50 % des équipes participantes, aux équipes continentales professionnelles, aux équipes continentales et aux équipes nationales.
Dix-neuf équipes participent à ce Trofeo Serra de Tramontana - quatre WorldTeams, six équipes continentales professionnelles, six équipes continentales et trois équipes nationales :
| WorldTeams (4)- Bora-Hansgrohe - Lotto-Soudal - Movistar Team - Sky Équipes continentales professionnelles (6)- Caja Rural-Seguros RGA - Cofidis, Solutions Crédits - Fortuneo-Vital Concept - Gazprom-RusVelo - Novo Nordisk - Roompot-Nederlandse Loterij Équipes continentales (6)- Amore & Vita-Selle SMP-Fondriest - Bolivia - Burgos-BH - Euskadi Basque Country-Murias - Inteja-Dominican - Nice Cycling Team Équipes nationales (3)- Allemagne - Espagne - Grande-Bretagne |
| |

## Classements

### Classement final
| \| Classement général \| Classement général \| Classement général \| Classement général \| Classement général \| \| Coureur \| Coureur \| Pays \| Équipe \| Temps \| \| ------------------ \| ------------------------ \| ------------------ \| --------------------------- \| ------------------ \| \| 1er \| Tim Wellens \| Belgique \| Lotto-Soudal \| 4 h 06 min 42 s \| \| 2e \| Louis Vervaeke \| Belgique \| Lotto-Soudal \| + 24 s \| \| 3e \| Vicente García de Mateos \| Espagne \| Espagne \| + 29 s \| \| 4e \| Tao Geoghegan Hart \| Royaume-Uni \| Team Sky \| + 58 s \| \| 5e \| Andrey Amador \| Costa Rica \| Movistar Team \| + 2 min 15 s \| \| 6e \| Emanuel Buchmann \| Allemagne \| Bora-Hansgrohe \| + 2 min 32 s \| \| 7e \| David Belda \| Espagne \| Burgos-BH \| + 2 min 56 s \| \| 8e \| Tiesj Benoot \| Belgique \| Lotto-Soudal \| + 3 min 43 s \| \| 9e \| Alejandro Valverde \| Espagne \| Movistar Team \| + 3 min 43 s \| \| 10e \| Elmar Reinders \| Pays-Bas \| Roompot-Nederlandse Loterij \| + 4 min 21 s \| |                          |             |                             |                 |
| |                          |             |                             |                 |
| Sources : ProCyclingStats Cycling Quotient Cycling Archives |                          |             |                             |                 |
| Classement général |                          |             |                             |                 |
| Coureur | Coureur                  | Pays        | Équipe                      | Temps           |
| 1er | Tim Wellens              | Belgique    | Lotto-Soudal                | 4 h 06 min 42 s |
| 2e | Louis Vervaeke           | Belgique    | Lotto-Soudal                | + 24 s          |
| 3e | Vicente García de Mateos | Espagne     | Espagne                     | + 29 s          |
| 4e | Tao Geoghegan Hart       | Royaume-Uni | Team Sky                    | + 58 s          |
| 5e | Andrey Amador            | Costa Rica  | Movistar Team               | + 2 min 15 s    |
| 6e | Emanuel Buchmann         | Allemagne   | Bora-Hansgrohe              | + 2 min 32 s    |
| 7e | David Belda              | Espagne     | Burgos-BH                   | + 2 min 56 s    |
| 8e | Tiesj Benoot             | Belgique    | Lotto-Soudal                | + 3 min 43 s    |
| 9e | Alejandro Valverde       | Espagne     | Movistar Team               | + 3 min 43 s    |
| 10e | Elmar Reinders           | Pays-Bas    | Roompot-Nederlandse Loterij | + 4 min 21 s    |

### Classements annexes
| Classement de la montagne | Classement de la montagne | Classement de la montagne | Classement de la montagne | Classement de la montagne |
| ------------------------- | ------------------------- | ------------------------- | ------------------------- | ------------------------- |
|                           | Coureur                   | Pays                      | Équipe                    | Point(s)                  |
| 1er                       | Louis Vervaeke            | Belgique                  | Lotto-Soudal              | 22 points                 |
| 2e                        | Tim Wellens               | Belgique                  | Lotto-Soudal              | 19 pts                    |
| 3e                        | David Belda               | Espagne                   | Burgos BH                 | 14 pts                    |
| modifier                  |                           |                           |                           |                           |

| Classement des Metas Volantes | Classement des Metas Volantes | Classement des Metas Volantes | Classement des Metas Volantes | Classement des Metas Volantes |
| ----------------------------- | ----------------------------- | ----------------------------- | ----------------------------- | ----------------------------- |
|                               | Coureur                       | Pays                          | Équipe                        | Point(s)                      |
| 1er                           | Jon Irisarri                  | Espagne                       | Caja Rural-Seguros RGA        | 3 points                      |
| 2e                            | Héctor Carretero              | Espagne                       | Movistar                      | 3 pts                         |
| 3e                            | Tomasz Marczyński             | Pologne                       | Lotto-Soudal                  | 2 pts                         |
| modifier                      |                               |                               |                               |                               |

| Classement des sprints spéciaux | Classement des sprints spéciaux | Classement des sprints spéciaux | Classement des sprints spéciaux | Classement des sprints spéciaux |
| ------------------------------- | ------------------------------- | ------------------------------- | ------------------------------- | ------------------------------- |
|                                 | Coureur                         | Pays                            | Équipe                          | Point(s)                        |
| 1er                             | Bart De Clercq                  | Belgique                        | Lotto-Soudal                    | 3 points                        |
| 2e                              | Coen Vermeltfoort               | Pays-Bas                        | Roompot-Nederlandse Loterij     | 3 pts                           |
| 3e                              | Jürgen Roelandts                | Belgique                        | Lotto-Soudal                    | 2 pts                           |
| modifier                        |                                 |                                 |                                 |                                 |

| Classement du combiné | Classement du combiné | Classement du combiné | Classement du combiné  | Classement du combiné |
| --------------------- | --------------------- | --------------------- | ---------------------- | --------------------- |
|                       | Coureur               | Pays                  | Équipe                 | Point(s)              |
| 1er                   | Jürgen Roelandts      | Belgique              | Lotto-Soudal           | 66 points             |
| 2e                    | Jon Irisarri          | Espagne               | Caja Rural-Seguros RGA | 66 pts                |
| 3e                    | Maxime Daniel         | France                | Fortuneo-Vital Concept | 107 pts               |
| modifier              |                       |                       |                        |                       |

| Classement du meilleur coureur Baléare | Classement du meilleur coureur Baléare | Classement du meilleur coureur Baléare | Classement du meilleur coureur Baléare | Classement du meilleur coureur Baléare |
|                                        | Coureur                                | Pays                                   | Équipe                                 | Temps                                  |
| -------------------------------------- | -------------------------------------- | -------------------------------------- | -------------------------------------- | -------------------------------------- |
| 1er                                    | Joan Ruiz                              | Espagne                                | Burgos BH                              | en 4 h 25 min 47 s                     |
| 2e                                     | Xavier Cañellas                        | Espagne                                | Équipe nationale d'Espagne             | + 2 min 20 s                           |
| modifier                               |                                        |                                        |                                        |                                        |

| Classement par équipes | Classement par équipes | Classement par équipes | Classement par équipes |
|                        | Équipe                 | Pays                   | Temps                  |
| ---------------------- | ---------------------- | ---------------------- | ---------------------- |
| 1re                    | Lotto-Soudal           | Belgique               | en 12 h 24 min 13 s    |
| 2e                     | Movistar               | Espagne                | + 7 min 59 s           |
| 3e                     | Bora-Hansgrohe         | Allemagne              | + 9 min 0 s            |
| modifier               |                        |                        |                        |

## Liste des participants
- Liste de départ complète

| Légende | Légende                                                                    | Légende | Légende                                                    |
| ------- | -------------------------------------------------------------------------- | ------- | ---------------------------------------------------------- |
| Num     | Dossard de départ porté par le coureur sur ce Trofeo Serra de Tramontana   | Pos     | Position à l'arrivée de la course                          |
|         | Indique un maillot de champion national ou mondial, suivi de sa spécialité | NP      | Indique un coureur qui n'a pas pris le départ de la course |
| AB      | Indique un coureur qui n'a pas terminé la course                           | HD      | Indique un coureur qui a terminé la course hors des délais |

| Movistar MOV                            | Movistar MOV             | Movistar MOV |
| --------------------------------------- | ------------------------ | ------------ |
| Num                                     | Coureur                  | Pos          |
| 1                                       | Alejandro Valverde (ESP) | 9e           |
| 2                                       | Nairo Quintana (COL)     | 29e          |
| 3                                       | Andrey Amador (CRC)      | 5e           |
| 5                                       | Héctor Carretero (ESP)   | 66e          |
| 6                                       | Dayer Quintana (COL)     | 88e          |
| 7                                       | Rory Sutherland (AUS)    | AB           |
| 9                                       | Antonio Pedrero (ESP)    | 35e          |
| 11                                      | Nuno Bico (POR)          | 67e          |
| 13                                      | Jorge Arcas (ESP)        | 25e          |
| Directeur sportif : José Luis Jaimerena |                          |              |

| Sky SKY                            | Sky SKY                  | Sky SKY |
| ---------------------------------- | ------------------------ | ------- |
| Num                                | Coureur                  | Pos     |
| 18                                 | Tao Geoghegan Hart (GBR) | 4e      |
| 19                                 | Michał Gołaś (POL)       | 37e     |
| 20                                 | Peter Kennaugh (GBR)     | 26e     |
| 22                                 | Philip Deignan (IRL)     | 34e     |
| 23                                 | David López García (ESP) | 27e     |
| 24                                 | Salvatore Puccio (ITA)   | 51e     |
| 25                                 | Łukasz Wiśniowski (POL)  | 68e     |
| 26                                 | Ian Boswell (USA)        | 30e     |
| -                                  |                          |         |
| Directeur sportif : Servais Knaven |                          |         |

| Bora-Hansgrohe BOH                   | Bora-Hansgrohe BOH        | Bora-Hansgrohe BOH |
| ------------------------------------ | ------------------------- | ------------------ |
| Num                                  | Coureur                   | Pos                |
| 28                                   | Rafał Majka (POL) (Route) | 22e                |
| 31                                   | Maciej Bodnar (POL)       | AB                 |
| 32                                   | Emanuel Buchmann (GER)    | 6e                 |
| 34                                   | Silvio Herklotz (GER)     | 11e                |
| 36                                   | Patrick Konrad (AUT)      | 15e                |
| 37                                   | Jan Bárta (CZE)           | 24e                |
| 38                                   | José Mendes (POR) (Route) | AB                 |
| 41                                   | Paweł Poljański (POL)     | 23e                |
| -                                    |                           |                    |
| Directeur sportif : Enrico Poitschke |                           |                    |

| Lotto-Soudal LTS                | Lotto-Soudal LTS        | Lotto-Soudal LTS |
| ------------------------------- | ----------------------- | ---------------- |
| Num                             | Coureur                 | Pos              |
| 50                              | Bart De Clercq (BEL)    | 20e              |
| 52                              | Tiesj Benoot (BEL)      | 8e               |
| 53                              | Moreno Hofland (NED)    | 57e              |
| 55                              | Tomasz Marczyński (POL) | 38e              |
| 56                              | Rémy Mertz (BEL)        | 39e              |
| 57                              | Jürgen Roelandts (BEL)  | 50e              |
| 59                              | Louis Vervaeke (BEL)    | 2e               |
| 60                              | Tim Wellens (BEL)       | 1er              |
| -                               |                         |                  |
| Directeur sportif : Bart Leysen |                         |                  |

| Gazprom-RusVelo GAZ                 | Gazprom-RusVelo GAZ       | Gazprom-RusVelo GAZ |
| ----------------------------------- | ------------------------- | ------------------- |
| Num                                 | Coureur                   | Pos                 |
| 70                                  | Sergueï Lagoutine (RUS)   | 31e                 |
| 71                                  | Ivan Rovny (RUS)          | 18e                 |
| 73                                  | Dmitry Kozontchuk (RUS)   | AB                  |
| 74                                  | Alexander Foliforov (RUS) | 74e                 |
| 77                                  | Artem Ovechkin (RUS)      | 87e                 |
| 78                                  | Sergey Firsanov (RUS)     | 89e                 |
| 81                                  | Ildar Arslanov (RUS)      | 58e                 |
| 83                                  | Aydar Zakarin (RUS)       | 73e                 |
| -                                   |                           |                     |
| Directeur sportif : Alexander Serov |                           |                     |

| Cofidis COF                              | Cofidis COF               | Cofidis COF |
| ---------------------------------------- | ------------------------- | ----------- |
| Num                                      | Coureur                   | Pos         |
| 87                                       | Luis Ángel Maté (ESP)     | NP          |
| 88                                       | Jonas Van Genechten (BEL) | AB          |
| 89                                       | Rayane Bouhanni (FRA)     | NP          |
| 90                                       | Loïc Chetout (FRA)        | 62e         |
| 91                                       | Nicolas Edet (FRA)        | 13e         |
| 92                                       | Cyril Lemoine (FRA)       | 40e         |
| 94                                       | Stéphane Rossetto (FRA)   | AB          |
| 97                                       | Michael Van Staeyen (BEL) | AB          |
| -                                        |                           |             |
| Directeur sportif : Christian Guiberteau |                           |             |

| Novo Nordisk TNN                 | Novo Nordisk TNN         | Novo Nordisk TNN |
| -------------------------------- | ------------------------ | ---------------- |
| Num                              | Coureur                  | Pos              |
| 99                               | Fabio Calabria (AUS)     | HD               |
| 102                              | Romain Gioux (FRA)       | AB               |
| 103                              | David Lozano (ESP)       | 59e              |
| 104                              | Reid McClure (CAN)       | AB               |
| 105                              | Javier Mejías (ESP)      | 86e              |
| 106                              | Brian Kamstra (NED)      | AB               |
| 107                              | Rik van IJzendoorn (NED) | 60e              |
| 108                              | Martijn Verschoor (NED)  | HD               |
| -                                |                          |                  |
| Directeur sportif : Lionel Marie |                          |                  |

| Roompot-Nederlandse Loterij RNL       | Roompot-Nederlandse Loterij RNL | Roompot-Nederlandse Loterij RNL |
| ------------------------------------- | ------------------------------- | ------------------------------- |
| Num                                   | Coureur                         | Pos                             |
| 118                                   | Pieter Weening (NED)            | 36e                             |
| 119                                   | Raymond Kreder (NED)            | 76e                             |
| 120                                   | André Looij (NED)               | 54e                             |
| 121                                   | Elmar Reinders (NED)            | 10e                             |
| 122                                   | Oscar Riesebeek (NED)           | 19e                             |
| 123                                   | Etienne van Empel (NED)         | 32e                             |
| 124                                   | Brian van Goethem (NED)         | 53e                             |
| 125                                   | Coen Vermeltfoort (NED)         | 77e                             |
| -                                     |                                 |                                 |
| Directeur sportif : Michel Cornelisse |                                 |                                 |

| Fortuneo-Vital Concept FVC       | Fortuneo-Vital Concept FVC | Fortuneo-Vital Concept FVC |
| -------------------------------- | -------------------------- | -------------------------- |
| Num                              | Coureur                    | Pos                        |
| 127                              | Franck Bonnamour (FRA)     | 17e                        |
| 128                              | Maxime Daniel (FRA)        | 85e                        |
| 129                              | Arnaud Gérard (FRA)        | 82e                        |
| 130                              | Erwann Corbel (FRA)        | AB                         |
| 131                              | Benoît Jarrier (FRA)       | 83e                        |
| 132                              | Kévin Ledanois (FRA)       | 28e                        |
| 134                              | Daniel McLay (GBR)         | AB                         |
| 135                              | Laurent Pichon (FRA)       | 84e                        |
| -                                |                            |                            |
| Directeur sportif : Roger Tréhin |                            |                            |

| Caja Rural-Seguros RGA CJR                | Caja Rural-Seguros RGA CJR | Caja Rural-Seguros RGA CJR |
| ----------------------------------------- | -------------------------- | -------------------------- |
| Num                                       | Coureur                    | Pos                        |
| 141                                       | David Arroyo (ESP)         | 48e                        |
| 144                                       | Dylan Page (SUI)           | AB                         |
| 145                                       | Eduard Prades (ESP)        | 43e                        |
| 146                                       | Fabricio Ferrari (URU)     | 49e                        |
| 147                                       | Jaime Rosón (ESP)          | AB                         |
| 148                                       | Jon Irisarri (ESP)         | 52e                        |
| 149                                       | Josu Zabala (ESP)          | AB                         |
| 152                                       | Alex Aranburu (ESP)        | 21e                        |
| -                                         |                            |                            |
| Directeur sportif : José Miguel Fernández |                            |                            |

| Euskadi Basque Country-Murias EUS | Euskadi Basque Country-Murias EUS | Euskadi Basque Country-Murias EUS |
| --------------------------------- | --------------------------------- | --------------------------------- |
| Num                               | Coureur                           | Pos                               |
| 155                               | Garikoitz Bravo (ESP)             | 12e                               |
| 156                               | Aitor González Prieto (ESP)       | 91e                               |
| 160                               | Adrián González (ESP)             | AB                                |
| 161                               | Gotzon Udondo (ESP)               | 70e                               |
| 163                               | Mikel Bizkarra (ESP)              | 41e                               |
| 164                               | Aritz Bagües (ESP)                | 79e                               |
| 166                               | Julen Irizar (ESP)                | 78e                               |
| 168                               | Ander Barrenetxea (ESP)           | AB                                |
| -                                 |                                   |                                   |
| Directeur sportif : Jon Odriozola |                                   |                                   |

| Inteja-Dominican DCT              | Inteja-Dominican DCT  | Inteja-Dominican DCT |
| --------------------------------- | --------------------- | -------------------- |
| Num                               | Coureur               | Pos                  |
| 170                               | Albert Torres (ESP)   | AB                   |
| 172                               | Ignacio Sarabia (MEX) | AB                   |
| 173                               | Gregory Brenes (CRC)  | 75e                  |
| 175                               | Bernardo Ayuso (ESP)  | AB                   |
| 176                               | Rafael Márquez (ESP)  | 80e                  |
| 177                               | Julio Amores (ESP)    | AB                   |
| 181                               | William Guzmán (DOM)  | AB                   |
| 184                               | Joel García (DOM)     | AB                   |
| -                                 |                       |                      |
| Directeur sportif : Rafael Casero |                       |                      |

| Nice NCT                            | Nice NCT                 | Nice NCT |
| ----------------------------------- | ------------------------ | -------- |
| Num                                 | Coureur                  | Pos      |
| 186                                 | Gaspar Mas (ESP)         | AB       |
| 187                                 | Ryan MacAnally (AUS)     | AB       |
| 188                                 | Cédric Jolidon (SUI)     | AB       |
| 190                                 | Jérôme Pulidori (FRA)    | AB       |
| 192                                 | Thomas Vaubourzeix (FRA) | AB       |
| -                                   |                          |          |
| -                                   |                          |          |
| -                                   |                          |          |
| -                                   |                          |          |
| Directeur sportif : Jacques Jolidon |                          |          |

| Amore & Vita-Selle SMP-Fondriest AMO | Amore & Vita-Selle SMP-Fondriest AMO | Amore & Vita-Selle SMP-Fondriest AMO |
| ------------------------------------ | ------------------------------------ | ------------------------------------ |
| Num                                  | Coureur                              | Pos                                  |
| 195                                  | Josep Miralles (ESP)                 | AB                                   |
| 196                                  | David Galarreta (ESP)                | 69e                                  |
| 197                                  | Danilo Celano (ITA)                  | AB                                   |
| 198                                  | Pierpaolo Ficara (ITA)               | 71e                                  |
| 199                                  | Uri Martins (MEX)                    | 72e                                  |
| 200                                  | Marco Zamparella (ITA)               | AB                                   |
| 201                                  | Marco Bernardinetti (ITA)            | 16e                                  |
| 203                                  | Mikel Elorza (ESP)                   | AB                                   |
| -                                    |                                      |                                      |
| Directeur sportif : Francesco Frassi |                                      |                                      |

| Burgos BH BBH                       | Burgos BH BBH       | Burgos BH BBH |
| ----------------------------------- | ------------------- | ------------- |
| Num                                 | Coureur             | Pos           |
| 207                                 | Joan Ruiz (ESP)     | 44e           |
| 209                                 | Pablo Torres (ESP)  | 14e           |
| 212                                 | David Belda (ESP)   | 7e            |
| 213                                 | Marcos Jurado (ESP) | AB            |
| 214                                 | Marcos Rojo (ESP)   | 92e           |
| 215                                 | Jorge Cubero (ESP)  | 55e           |
| 217                                 | Ibai Salas (ESP)    | 42e           |
| 218                                 | Óscar Linares (ESP) | HD            |
| -                                   |                     |               |
| Directeur sportif : Darío Hernández |                     |               |

| Bolivia BOL                       | Bolivia BOL                | Bolivia BOL |
| --------------------------------- | -------------------------- | ----------- |
| Num                               | Coureur                    | Pos         |
| 221                               | Egoitz García (ESP)        | 63e         |
| 222                               | Omar Mendoza (COL)         | 33e         |
| 223                               | Bacilio Ramos (BOL)        | AB          |
| 224                               | Javier Arando (BOL)        | AB          |
| 225                               | Gilver Zurita (BOL)        | AB          |
| 227                               | Iván Martínez (ESP)        | 90e         |
| 229                               | Carlos Antón Jiménez (ESP) | 65e         |
| 230                               | Nuno Meireles (POR)        | AB          |
| -                                 |                            |             |
| Directeur sportif : Henry Veizaga |                            |             |

| Équipe nationale d'Espagne ESP     | Équipe nationale d'Espagne ESP | Équipe nationale d'Espagne ESP |
| ---------------------------------- | ------------------------------ | ------------------------------ |
| Num                                | Coureur                        | Pos                            |
| 240                                | Xavier Cañellas (ESP)          | 93e                            |
| 241                                | Sebastián Mora (ESP)           | 46e                            |
| 243                                | Gorka Etxabe (ESP)             | AB                             |
| 244                                | Cristian Galván (ESP)          | AB                             |
| 245                                | Vicente García de Mateos (ESP) | 3e                             |
| 247                                | Noel Gil (ESP)                 | 56e                            |
| 248                                | Marc Buades (ESP)              | AB                             |
| 249                                | Enrique Sanz (ESP)             | 81e                            |
| -                                  |                                |                                |
| Directeur sportif : Salvador Melià |                                |                                |

| Équipe nationale d'Allemagne GER | Équipe nationale d'Allemagne GER | Équipe nationale d'Allemagne GER |
| -------------------------------- | -------------------------------- | -------------------------------- |
| Num                              | Coureur                          | Pos                              |
| 254                              | Jan Tschernoster (GER)           | 45e                              |
| 255                              | Jasper Frahm (GER)               | AB                               |
| 256                              | Konrad Geßner (GER)              | AB                               |
| 257                              | Jonas Koch (GER)                 | 47e                              |
| 259                              | Lucas Liss (GER)                 | AB                               |
| 258                              | Henning Bommel (GER)             | NP                               |
| 260                              | Kersten Thiele (GER)             | AB                               |
| 262                              | Theo Reinhardt (GER)             | AB                               |
| 263                              | Georg Zimmermann (GER)           | 64e                              |
| Directeur sportif : Sven Meyer   |                                  |                                  |

| Équipe nationale de Grande-Bretagne GBR | Équipe nationale de Grande-Bretagne GBR | Équipe nationale de Grande-Bretagne GBR |
| --------------------------------------- | --------------------------------------- | --------------------------------------- |
| Num                                     | Coureur                                 | Pos                                     |
| 265                                     | Andrew Tennant (GBR)                    | NP                                      |
| 266                                     | Mark Stewart (GBR)                      | 61e                                     |
| 267                                     | Oliver Wood (GBR)                       | AB                                      |
| 268                                     | Christopher Latham (GBR)                | AB                                      |
| 269                                     | Gabriel Cullaigh (GBR)                  | AB                                      |
| 272                                     | Jacob Hennessy (GBR)                    | AB                                      |
| 273                                     | Samuel Harrison (GBR)                   | AB                                      |
| -                                       |                                         |                                         |
| Directeur sportif : Keith Lambert       |                                         |                                         |